# Richard Bradley (archéologue)
Pour les articles homonymes, voir Richard Bradley et Bradley.
Richard Bradley (né le 18 novembre 1946 dans le Hampshire) est un archéologue britannique, professeur d'archéologie à l'université de Reading (Royaume-Uni).
Son travail est centré sur la préhistoire en Angleterre, Écosse, Espagne et Portugal.

## Ouvrages
- The Prehistory of Britain and Ireland, Cambridge University Press, 2007,  (ISBN 0521848113),   (ISBN 9780521848114)